# Supersilent
Supersilent là một ban nhạc avant-garde người Na Uy thành lập tại Nattjazz ở Bergen năm 1997 khi bộ tam Veslefrekk được mời hợp tác cùng Deathprod. Cuộc gặp gỡ giữa avant-jazz của Veslefrekk và drone/noise của Helge Sten thành công đến nổi họ quyết định thành lập Supersilent. Cùng năm đó, album phòng thu đầu tay 1-3 được phát hành, đây cũng là đĩa nhạc đầu tiên được ra mắt qua hãng đĩa Rune Grammofon. Ban nhạc chỉ làm nhạc ứng tác và kiểu bìa đĩa đặc trưng.

## Thành viên
- Arve Henriksen - giọng, trumpet, bộ gõ
- Helge Sten - live electronic, bộ tổng hợp, guitar điện
- Ståle Storløkken - bộ tổng hợp, piano
- Jarle Vespestad (1997–2009) – trống

## Đĩa nnha5c
- 1-3 (1997) – triple live studio album
- 4 (1998)
- 5 (2001) – album trực tiếp (tour)
- 6 (2003)
- 7 (2005) - concert film
- 8 (2007)
- 9 (2009) - album trực tiếp
- 10 (2010)
- 11 (2010)
- 100 (2010) – một phần của Twenty Centuries Of Stony Sleep (box set)
- 12 (2014)